# (20970) 1981 DD1
A (20970) 1981 DD1 a Naprendszer kisbolygóövében található aszteroida. Schelte J. Bus fedezte fel 1981. február 28-án.